# شچینگ
شچینگ (به لهستانی:  Siecień) یک منطقهٔ مسکونی در لهستان است که در گمینا بروزنگ دوژه واقع شده‌است. شچینگ ۶٫۱۲ کیلومتر مربع مساحت و ۱٬۰۴۰ نفر جمعیت دارد.